# Стою Брадистилов
Стою Петков Брадистилов е български офицер (генерал-лейтенант).

## Биография
Стою Брадистилов е роден на 14 септември 1863 г. в Панагюрище, Османска империя. През 1884 г. завършва Военното на Негово Княжеско Височество училище и на 30 август е произведен в чин подпоручик. Служи в 1-ви пехотен софийски полк. На 30 август 1886 г. е произведен в чин поручик. Като поручик от 2-ри пехотен искърски полк е командирован през 1888 година за обучение в Академията на генералния щаб в Торино, Италия, която той завършва през 1891 година, като докато се обучава през 1889 г. е произведен в чин капитан. Служи в 12-и пехотен балкански полк.

### Балканска война (1912 – 1913)
През Балканската война (1912 – 1913) генерал-майор Стою Брадистилов командва 10-а пехотна сборна дивизия от състава на 1-ва армия, след това командва окупационния корпус при Чаталджа и Булаир.
През 1917 г. като помощник-началник на щаба на армията е награден с османски медал „За бойни заслуги“, а по-късно е награден и с орден „Меджидие“. По-късно служи като началник на канцеларията в Министерството на войната. Уволнен е от служба през 1918 година.
Генерал-лейтенант Стою Брадистилов умира на 29 август 1930 г. в София.
Гробът му се намира в парцел 4 на Софийските централни гробища. 

## Семейство
Стою Брадистилов е женен и има 2 деца. Художничката Олга Брадистилова е негова дъщеря.

## Военни звания
- Подпоручик (30 август 1884)
- Поручик (30 август 1886)
- Капитан (1889)
- Майор (1894)
- Подполковник (14 февруари 1899)
- Полковник (2 август 1903)
- Генерал-майор (20 януари 1912)
- Генерал-лейтенант (15 август 1917)

## Награди
- Орден „За храброст“ III степен, 2-ри клас
- Орден „Св. Александър“ IV и V степен без мечове
- Орден „За военна заслуга“ IV степен на обикновена лента
- Орден „Стара планина“ I степен с мечове, посмъртно[4]
- Медал „За бойни заслуги“, Османска империя (1917)
- Орден „Меджидие“